# Alfred Marnau
Alfred Marnau (* 24. April 1918 in Pressburg (damals Österreich-Ungarn, heute Hauptstadt der Slowakei Bratislava); † 15. Juni 1999 in London) war Romanschriftsteller, Lyriker und Übersetzer.

## Leben
Marnau schrieb seine ersten Gedichte mit 17 Jahren. Er wurde 1935 „aus seiner Heimatstadt verbannt, weil seine präzisen Beschreibungen des kommenden Kriegs als zu realistisch angesehen wurden“ Er ging nach Prag, arbeitete dort als Schauspieler, Übersetzer und Journalist und emigrierte 1939 nach London und war bis 1941 interniert. In London arbeitete er als Redakteur der Zeitschrift „Poetry Quarterly“ und gab von 1945 bis 1946 die Zeitschrift „New Road“ heraus. Seit 1944 war er eng mit Oskar Kokoschka befreundet, der Marnaus zweitem Roman eine Zeichnung beisteuerte.
Marnau schrieb Romane und Gedichte und war als Übersetzer der Werke von Christopher Marlowe, John Webster (z. B. Die Herzogin von Malfi), und Endre Ady tätig. Nach den Gedichtbänden The Wounds of the Apostles (1944) und Death of the Cathedral (1946) erschien sein 1948 geschriebener erster Roman Der steinerne Gang, der den Auftakt zur dreibändigen Trilogie Die Mitwirkenden  bildete. Über den 2. Band Das Verlangen nach der Hölle, der 1952 im Suhrkamp Verlag erschien, schrieb die ZEIT:
„Sein Roman ist weder eine selbstbiographische Episode noch eine Reportage aus dem zweiten Weltkrieg. Er ist ein symbolisch-allegorisches, surrealistisch-existentialistisches, neorealistisch-neoromantisches Gebilde, dessen streng komponierter Aufbau (in dreimal sieben Szenen) merkwürdig zu der Ungreifbarkeit der vielfach verschlüsselten Personen kontrastiert. Der asketische Abt und „Jäger“ ist ein dänischer Graf, eine Gestalt aus der Welt der Mysterienspiele und ein Mann, der das Schicksal des Kardinals Stepinac vorwegnimmt. Illaria ist eine adlige Partisanin und zugleich die Hieroglyphe des Ewig-Weiblichen, das den Tod überwindet. Schwer, in diesem Flirren der Bedeutungen einen festen Halt zu finden. Der Sinn des „Verlangens nach der Hölle“ kommt in dem Labyrinth der Handlung allzuoft wieder außer Sicht. Trotzdem ist nicht zu verkennen, daß hier eine starke erzählerische Kraft am Werke ist, die nicht den Rohstoff des Erlebens redselig vor dem Leser ausbreitet, sondern ihn inneren Formen zu unterwerfen sucht. Die nicht seltenen Banalitäten sind nur Abstürze aus der Dimension, in der ein Roman als Kunstwerk angesiedelt sein muß.“
Anlässlich der beabsichtigten Aufnahme seiner Gedichte Mein Vetter Makkabäus und Kastanienröster Villanelle in die Anthologie Widerspiel. Deutsche Lyrik seit 1945 schrieb Marnau an den Herausgeber Hans Bender:
„Der Dichter ist überhaupt nicht einzureihen, sein einziger Zweck ist, sich selbst zu überraschen. Das Gedicht muß nicht verstanden werden, die Sprache,in der ein Gedicht geschrieben ist, muß nicht verstanden werden, denn das Gedicht wirkt durch sein Dasein. Es drehen sich Mühlen. Es rauscht ein Baum. Es besteht ein Gedicht.“
Marnau verwaltete den Nachlass des deutsch-österreichischen Lyrikers Jesse Thoor, dessen Sonette und Lieder er 1956 herausgab. Er war auch Herausgeber der Berichte aus einer eingebildeten Welt. Erinnerungen und Erzählungen von Oskar Kokoschka.
Mit 81 Jahren verstarb Alfred Marnau 1999 in seiner Wahlheimat London.

## Werke (Auswahl)
- Vogelfrei, Frühe Gedichte 1935–1940. Auswahl und Nachwort: Hans Albrecht. Greno, Nördlingen 1988, ISBN 3-89190-884-9.
- Räuber-Requiem. Gedichtauswahl. Otto Müller Verlag, Salzburg 1961, ohne ISBN.
- Die Mitwirkenden I bis III. Der steinerne Gang. Nest Verlag, Nürnberg 1948. (Neuauflage: Greno, Nördlingen 1989, ISBN 3-89190-809-1.) Das Verlangen nach der Hölle. Suhrkamp, Frankfurt am Main 1952. (Neuauflage: Greno, Nördlingen 1987, ISBN 3-89190-821-0.)Polykarp und Zirpelin Imperator. Greno, Nördlingen, 1987, ISBN 3-89190-830-X.
- New Poems. London, Enitharmon, 1984, ISBN 0-905289-39-0. (cloth), ISBN 0-905289-44-7 (paper).